# 続・明日に向って撃て!
続・明日に向って撃て!（原題：Wanted: The Sundance Woman）は、1976年のアメリカ合衆国のテレビ映画。「明日に向って撃て!」の後日譚で、ブッチとサンダンス亡き後のエッタ・プレイスを描くスピンオフ作品。ロケは主にアリゾナ州で行われた。

## あらすじ
かつて名を馳せた強盗のブッチ・キャシディとサンダンス・キッドがボリビアで警察隊に射殺され、サンダンスの恋人であったエッタ・プレイスは指名手配されることとなった。1909年。エッタはアリゾナの小さな商店で店員となって身を潜めていた。警察の追手が迫り、一旦は行方をくらますことに成功するエッタだったが、商店を経営していた夫婦の夫デーヴがエッタを匿っていた罪で牢獄に入れられてしまう。責任を感じたエッタは彼を救い出すことを誓うのだった。

## キャスト
| 役名                                | 俳優                       | 日本語吹替  | 日本語吹替  |
| 役名                                | 俳優                       | 日本語吹替1 | 日本語吹替2 |
| ----------------------------------- | -------------------------- | ----------- | ----------- |
| エッタ・プレイス                    | キャサリン・ロス           | 田島令子    | 佐々木優子  |
| パンチョ・ビラ                      | ヘクター・エリゾンド       | 西沢利明    | 谷口節      |
| チャーリー・シリンゴ                | スティーブ・フォレスト     | 石田太郎    | 水野龍司    |
| ローラ・ウィルキンス                | ステラ・スティーヴンス     | 沢田敏子    | 一城みゆ希  |
| デーヴ・ライリー/デビッド・ベイカー | マイケル・コンスタンティン | 飯塚昭三    | 島香裕      |
| マティ・ライリー                    | キャサリン・ヘルモンド     |             |             |
| アルビン・ロッペンハイマー          | ウォーレン・ベリンジャー   |             |             |
| エルシー・パウエル                  | ルシール・ベンソン         |             |             |
| ローザ                              | ダイアン・ソマーフィールド |             |             |
|                                     | ロバート・シモンズ         |             |             |